# Alfredo Hernández
Alfredo Hernández (18 de juny de 1935) és un exfutbolista mexicà.

## Selecció de Mèxic
Va formar part de l'equip mexicà a la Copa del Món de 1958.